# Foro Centroeuropeo

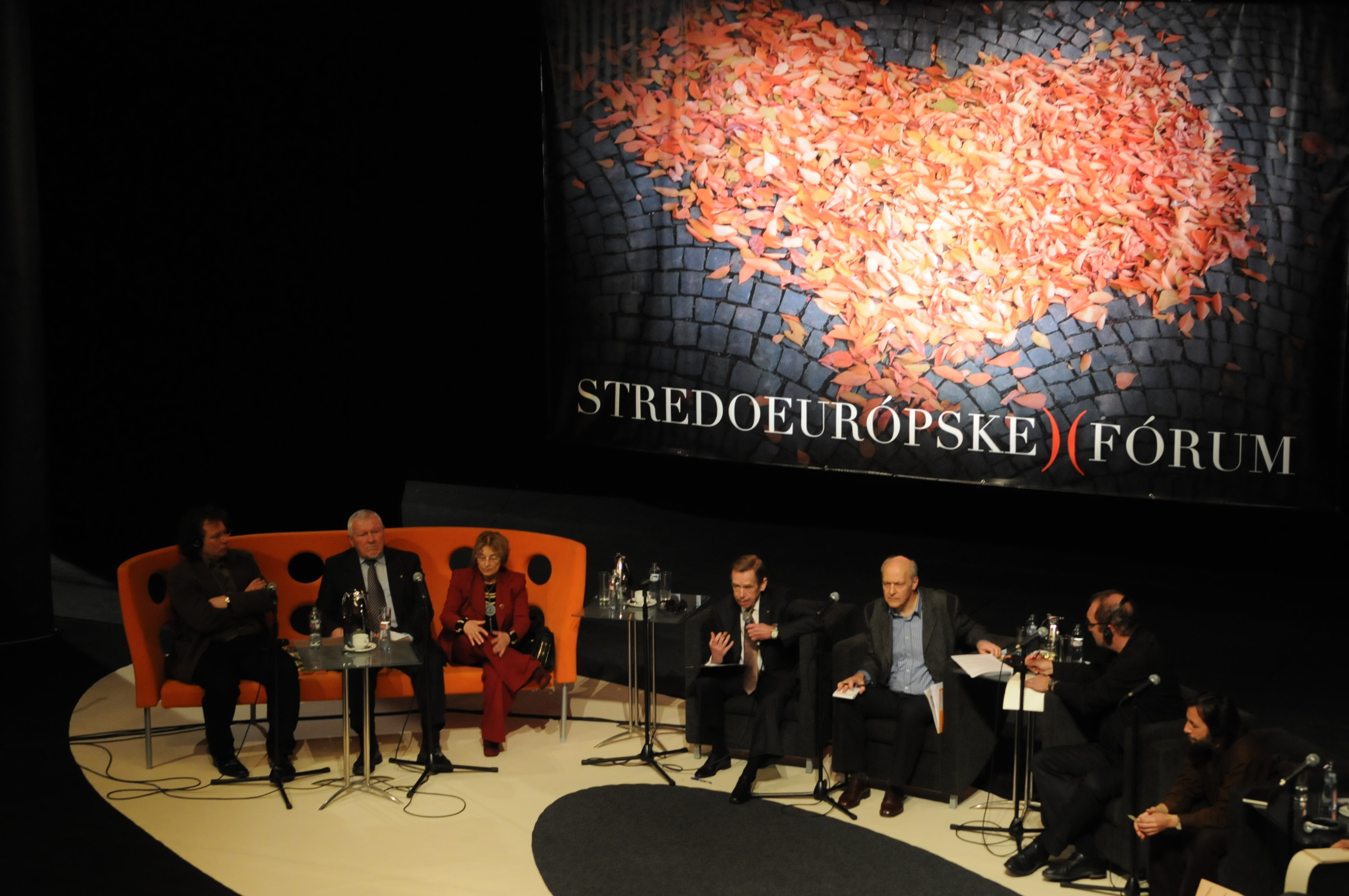
Una de las mesas redondas del foro en 2009

El  Foro Centroeuropeo o Foro de Europa Central es un evento internacional organizado anualmente desde 2009 por la organización sin fines de lucro Project Forum, el cual se celebra en Bratislava, capital nacional de Eslovaquia. Su actividad principal se centra en una mesa redonda abierta al público general, a la que asisten ponentes expertos de todo el mundo en diferentes temas que tengan relación con Europa central y sus países conformantes.

## Historia

### Primera versión 2009
El primer Foro Centroeuropeo fue celebrado en 2009 y logró reunir a 25 personalidades destacadas, entre ellas escritores, como el ruso Viktor Erofeyev, el alemán Ingo Schulze, el austriaco Robert Menasse, el húngaro György Konrád, algunos historiadores, como lo son los profesores estadounidenses Timothy D. Snyder y Marci Shore, politólogos (el franco-checo Jacques Rupnik, el profesor eslovaco y portavoz de la Carta 77, Miroslav Kusý y la académica británica Mary Kaldor), filósofos (la profesora húngara Ágnes Heller), líderes de ONG (la líder de una ONG estadounidense Wendy Luers), políticos ( los checos Václav Havel y Karl zu Schwarzenberg, el presidente belga del PEE Wilfried Martens y la exministra de finanzas eslovaca y vicepresidenta del BERD Brigita Schmögnerová) y periodistas (como el periodista, historiador y disidente polaco Adam Michnik, fundador y editor en jefe de Gazeta Wyborcza). Los panelistas debatieron cuatro temas principales bajo el lema general:
- ¿Qué pasó con la democracia? y ¿Dónde comienza Occidente?
- La sociedad abierta en crisis
- Estructuras totalitarias: un nuevo impulso
- Fatiga de la democracia

### Otras versiones
El Foro Centroeuropeo 2010 se celebró en noviembre de 2010 en Bratislava. Su tema principal fue "Aferrándonos a nuestra libertad".

## Objetivos
El objetivo principal declarado del Foro Centroeuropeo 2009 fue aprovechar el aniversario de la Revolución de Terciopelo para entablar un debate serio y abierto que tenga un impacto positivo y duradero en el discurso intelectual de los países de Europa Central y Oriental. Los objetivos secundarios son principalmente tres:
- Conectar y confrontar a los intelectuales de los antiguos países comunistas de Europa Central y Oriental con los de Occidente; ante la inminente fatiga democrática y el auge del populismo en la región, tanto de izquierda como de derecha.

- Promover los valores de la democracia, los derechos humanos, la tolerancia y la solidaridad entre países centroeuropeos.
- Formular ideas innovadoras que ayuden a Europa Central a superar los problemas relacionados con la política y la crisis económica mundial.